# Live in Boston '70
The Doors spelning hölls i Boston fredagen den 10 april 1970 med två spelningar. Albumet gavs ut 2007.

## Låtlista

### Disk 1
1. Start
2. All Right, All Right, All Right
3. Roadhouse Moan
4. Roadhouse Blues
5. Ship of Fools
6. Alabama Song (Whiskey Bar)
7. Back Door Man
8. Five to One
9. When the Music's Over
10. Rock Me
11. Mystery Train
12. Away in India
13. Crossroads
14. Prelude to Wake Up!
15. Wake Up!
16. Light My Fire

### Disk 2
1. Start
2. Break On Through
3. I Believe in Democracy
4. When the Music's Over
5. Roadhouse Blues
6. The Spy
7. Alabama Song (Whiskey Bar)
8. Back Door Man
9. Five to One
10. Astrology Rap
11. Build Me A Women
12. You Make Me Real
13. Wait A Minute
14. Mystery Train
15. Away in India
16. Crossroads

### Disk 3
1. Band Intros
2. Adolf Hitler
3. Light My Fire
4. Fever (Light My Fire fortsättning)
5. Summertime
6. St. James Infirmary Blues
7. Graveyard Poem
8. Light My Fire
9. More, More, More!
10. Ladies & Gentlemen
11. We Can't Instigate
12. They Want More
13. Been Down So Long
14. Power Turned Off